# Eforie Sud
Eforie Sud ist ein Ortsteil der Stadt Eforie in Rumänien und liegt an der Küste des Schwarzen Meeres. Er liegt nahe Eforie Nord auf einer Landverbindung zwischen dem Schwarzmeerstrand und dem Techirghiol-See.

## Geschichte
Der Ort wurde zwischen dem Ersten und Zweiten Weltkrieg Carmen Silva genannt, nach dem Künstlernamen der Königin Elisabeth von Rumänien. Eforie Sud wurde 1912 als Kurort eingerichtet.

## Eforie Sud als Kurort
Der Ort wird für die Behandlung von Rheuma, Hautkrankheiten und Knochenerkrankungen empfohlen. Der feine Faulschlamm des nahegelegenen Techirghiol-Sees wird für die Kur benutzt. Gegen geringe Gebühr ist das Schlammbad für jeden zugänglich. Am Ort befindet sich ein Kalkvorgebirge und eine Steilküste, die an manchen Stellen sogar 35 Meter Höhe erreicht.

## Reisebericht aus dem Jahr 1997
In einem Reisebericht von der rumänischen Schwarzmeerküste wird Eforie Sud zurückhaltend beschrieben. Nur mit einiger Phantasie könne man den alten Glanz des Seebads erkennen.

## Sehenswürdigkeiten
- Villen vom Anfang des 20. Jahrhunderts

## Persönlichkeiten
- Nicu Constantin (1939–2009), Schauspieler
- Andreea Bănică (* 1978), Sängerin